# Biblioteca nazionale dei Santi Cirillo e Metodio
La Biblioteca nazionale dei Santi Cirillo e Metodio (in bulgaro Национална библиотека „Св. св. Кирил и Методий“?, Nacionalna biblioteka Sv. sv. Kiril i Metodij è la biblioteca nazionale della Bulgaria. Si trova vicino al rettorato dell'Università di Sofia.
La biblioteca dispone di 5 collezioni. Al di fuori del contesto nazionale bulgaro, la più preziosa è la collezione di archivi ottomani, che è uno dei tre al mondo che conservano monumenti scritti della storia dell'Impero ottomano.